# Eutaxia microphylla
Eutaxia microphylla är en ärtväxtart som först beskrevs av Robert Brown, och fick sitt nu gällande namn av John McConnell Black. Eutaxia microphylla ingår i släktet Eutaxia och familjen ärtväxter.

## Underarter
Arten delas in i följande underarter:
- E. m. diffusa
- E. m. microphylla